# Frans handbalteam junioren (vrouwen)
Het Frans handbalteam junioren is het nationale onder-19 en onder-20 handbalteam van Frankrijk. Het team vertegenwoordigt het Fédération française de handball in internationale handbalwedstrijden voor vrouwen.

## Resultaten

### Wereldkampioenschap handbal onder 20
| Wereldkampioenschap handbal onder 20 | Wereldkampioenschap handbal onder 20                  | Wereldkampioenschap handbal onder 20                  | Wereldkampioenschap handbal onder 20                  | Wereldkampioenschap handbal onder 20                  | Wereldkampioenschap handbal onder 20                  | Wereldkampioenschap handbal onder 20                  | Wereldkampioenschap handbal onder 20                  | Wereldkampioenschap handbal onder 20                  |
| Jaar                                 | Resultaat                                             | Wed                                                   | W                                                     | G                                                     | V                                                     | DV                                                    | DT                                                    | DS                                                    |
| ------------------------------------ | ----------------------------------------------------- | ----------------------------------------------------- | ----------------------------------------------------- | ----------------------------------------------------- | ----------------------------------------------------- | ----------------------------------------------------- | ----------------------------------------------------- | ----------------------------------------------------- |
| 1977                                 | 13de                                                  | 5                                                     | 1                                                     | 0                                                     | 4                                                     | 43                                                    | 63                                                    | -20                                                   |
| 1979                                 | 6de                                                   | 8                                                     | 3                                                     | 0                                                     | 5                                                     | 91                                                    | 144                                                   | -53                                                   |
| 1981                                 | 7de                                                   | 6                                                     | 3                                                     | 0                                                     | 3                                                     | 116                                                   | 113                                                   | +3                                                    |
| 1983                                 | 8ste                                                  | 6                                                     | 2                                                     | 0                                                     | 4                                                     | 104                                                   | 112                                                   | -8                                                    |
| 1985                                 | 10de                                                  | 9                                                     | 2                                                     | 0                                                     | 7                                                     | 133                                                   | 190                                                   | -57                                                   |
| 1987                                 | 9de                                                   | 7                                                     | 4                                                     | 0                                                     | 3                                                     | 124                                                   | 122                                                   | +2                                                    |
| 1989                                 | Niet gekwalificeerd/niet deelgenomen aan kwalificatie | Niet gekwalificeerd/niet deelgenomen aan kwalificatie | Niet gekwalificeerd/niet deelgenomen aan kwalificatie | Niet gekwalificeerd/niet deelgenomen aan kwalificatie | Niet gekwalificeerd/niet deelgenomen aan kwalificatie | Niet gekwalificeerd/niet deelgenomen aan kwalificatie | Niet gekwalificeerd/niet deelgenomen aan kwalificatie | Niet gekwalificeerd/niet deelgenomen aan kwalificatie |
| 1991                                 | 12de                                                  | 7                                                     | 2                                                     | 0                                                     | 5                                                     | 147                                                   | 173                                                   | -26                                                   |
| 1993                                 | Niet gekwalificeerd/niet deelgenomen aan kwalificatie | Niet gekwalificeerd/niet deelgenomen aan kwalificatie | Niet gekwalificeerd/niet deelgenomen aan kwalificatie | Niet gekwalificeerd/niet deelgenomen aan kwalificatie | Niet gekwalificeerd/niet deelgenomen aan kwalificatie | Niet gekwalificeerd/niet deelgenomen aan kwalificatie | Niet gekwalificeerd/niet deelgenomen aan kwalificatie | Niet gekwalificeerd/niet deelgenomen aan kwalificatie |
| 1995                                 | 5de                                                   | 8                                                     | 6                                                     | 0                                                     | 2                                                     | 195                                                   | 164                                                   | +31                                                   |
| 1997                                 | 9de                                                   | 5                                                     | 3                                                     | 0                                                     | 2                                                     | 130                                                   | 112                                                   | +18                                                   |
| 1999                                 | Niet gekwalificeerd                                   | Niet gekwalificeerd                                   | Niet gekwalificeerd                                   | Niet gekwalificeerd                                   | Niet gekwalificeerd                                   | Niet gekwalificeerd                                   | Niet gekwalificeerd                                   | Niet gekwalificeerd                                   |
| 2001                                 | Niet gekwalificeerd                                   | Niet gekwalificeerd                                   | Niet gekwalificeerd                                   | Niet gekwalificeerd                                   | Niet gekwalificeerd                                   | Niet gekwalificeerd                                   | Niet gekwalificeerd                                   | Niet gekwalificeerd                                   |
| 2003                                 | Niet gekwalificeerd                                   | Niet gekwalificeerd                                   | Niet gekwalificeerd                                   | Niet gekwalificeerd                                   | Niet gekwalificeerd                                   | Niet gekwalificeerd                                   | Niet gekwalificeerd                                   | Niet gekwalificeerd                                   |
| 2005                                 | 17de                                                  | 8                                                     | 3                                                     | 0                                                     | 5                                                     | 192                                                   | 186                                                   | +6                                                    |
| 2008                                 | 7de                                                   | 8                                                     | 5                                                     | 1                                                     | 2                                                     | 244                                                   | 217                                                   | +27                                                   |
| 2010                                 | 13de                                                  | 7                                                     | 4                                                     | 1                                                     | 2                                                     | 209                                                   | 164                                                   | +45                                                   |
| 2012                                 | 2de                                                   | 9                                                     | 6                                                     | 1                                                     | 2                                                     | 235                                                   | 194                                                   | +41                                                   |
| 2014                                 | 5de                                                   | 9                                                     | 7                                                     | 0                                                     | 2                                                     | 250                                                   | 203                                                   | +47                                                   |
| 2016                                 | 13de                                                  | 7                                                     | 3                                                     | 1                                                     | 3                                                     | 190                                                   | 181                                                   | +9                                                    |
| Totaal                               | 15/20                                                 | 109                                                   | 54                                                    | 4                                                     | 51                                                    | 2.403                                                 | 2.338                                                 | +65                                                   |

 Kampioenen   Runners-up   Derde plaats   Vierde plaats

### Europese kampioenschappen onder 19
| Europees kampioenschap handbal onder 19 | Europees kampioenschap handbal onder 19 | Europees kampioenschap handbal onder 19 | Europees kampioenschap handbal onder 19 | Europees kampioenschap handbal onder 19 | Europees kampioenschap handbal onder 19 | Europees kampioenschap handbal onder 19 | Europees kampioenschap handbal onder 19 | Europees kampioenschap handbal onder 19 |
| Jaar                                    | Resultaat                               | Wed                                     | W                                       | G                                       | V                                       | DV                                      | DT                                      | DS                                      |
| --------------------------------------- | --------------------------------------- | --------------------------------------- | --------------------------------------- | --------------------------------------- | --------------------------------------- | --------------------------------------- | --------------------------------------- | --------------------------------------- |
| 1996                                    | 6de                                     | 6                                       | 1                                       | 3                                       | 2                                       | 121                                     | 127                                     | -6                                      |
| 1998                                    | 8ste                                    | 6                                       | 3                                       | 0                                       | 3                                       | 138                                     | 146                                     | -8                                      |
| 2000                                    | 11de                                    | 6                                       | 2                                       | 0                                       | 4                                       | 142                                     | 155                                     | -13                                     |
| 2002                                    | 5de                                     | 6                                       | 3                                       | 1                                       | 2                                       | 125                                     | 123                                     | -2                                      |
| 2004                                    | 10de                                    | 7                                       | 3                                       | 0                                       | 4                                       | 167                                     | 176                                     | -9                                      |
| 2007                                    | 5de                                     | 7                                       | 5                                       | 0                                       | 2                                       | 196                                     | 169                                     | +27                                     |
| 2009                                    | 5de                                     | 7                                       | 4                                       | 1                                       | 2                                       | 173                                     | 153                                     | +20                                     |
| 2011                                    | 10de                                    | 7                                       | 3                                       | 0                                       | 4                                       | 184                                     | 179                                     | +5                                      |
| 2013                                    | 7de                                     | 7                                       | 2                                       | 1                                       | 4                                       | 170                                     | 178                                     | -8                                      |
| 2015                                    | 9de                                     |                                         |                                         |                                         |                                         |                                         |                                         |                                         |
| 2017                                    | 1ste                                    |                                         |                                         |                                         |                                         |                                         |                                         |                                         |
| 2019                                    | 8ste                                    |                                         |                                         |                                         |                                         |                                         |                                         |                                         |
| 2021                                    | 3de                                     |                                         |                                         |                                         |                                         |                                         |                                         |                                         |
| Totaal                                  | 13/13                                   |                                         |                                         |                                         |                                         |                                         |                                         |                                         |

 Kampioenen   Runners-up   Derde plaats   Vierde plaats